# Eirado (Aguiar da Beira)
Eirado es una freguesia portuguesa del concelho de Aguiar da Beira, con 11,74 km² de área y 272 habitantes (2001). Densidad de población: 23,2 h/km².